# 한국후지쯔
한국후지쯔(Fujitsu Korea Limited)는 서버, 스토리지 등 하드웨어 플랫폼과 미들웨어, 업종솔루션, 개발패키지 등 소프트웨어 솔루션을 개발, 판매하는 IT 회사이다. 후지쯔의 대한민국 지사로 1974년 설립되었다.

## 사업분야
주요 제품으로는 유닉스 및 IA 서버, 스토리지, POS, 스캐너 등이 있으며, 솔루션으로는 유통, 제조 등 산업특화 솔루션과 우보, EMR, 생체인증 등이 있다. 이외에 IDC 사업 등을 하고 있다.

## PRIMERGY 야구단
2000년 창단된 한국후지쯔 사내 야구단으로, 2010년 IT리그(A) 정규리그 우승, 결승리그 챔피언을 수상했으며, 2012년 IT리그 통합챔피언전 우승, 2013년 IT리그 2부에서 우승하는 등 선전하고 있다.

## 연혁
- 1967년 3월 25일: 대한민국 최초의 컴퓨터 파콤 222(FACOM 222) 도입
- 1974년 2월 6일: 화콤코리아주식회사(FACOM KOREA Ltd.)로 법인설립
- 1980년 11월 23일: 국내최초 KEF(한국어 정보처리시스템)개발
- 1984년 9월 18일: 한국후지쯔주식회사(FUJITSU KOREA Ltd.)로 상호변경
- 1991년 1월 4일: POS시스템 국내시판
- 1994년: 기상청에 후지쯔 슈퍼컴퓨터 VPX 220공급계약
- 1997년: 노트북 LIFEBOOK 시리즈 판매
- 2000년: 유닉스 서버 PRIMEPOWER, IA서버 PRIMERGY 판매
- 2001년 1월: 1천만불 수출탑 수상
- 2001년: 스토리지 ETERNUS GR 시리즈 판매
- 2005년: 아이테니엄 서버 PRIMEQUEST 판매
- 2007년: 차세대 유닉스서버 SPARC Enterprise 판매

## 같이 보기
- 후지쯔